# Прямуючи на південь
Прямуючи на південь (англ. Goin' South) — американський комедійний вестерн 1978 року.

## Сюжет
Загін мисливців на злочинців зловив невдачливого кримінальника Генрі Муна, коли той тікав до Мексики, і його засудили до повішення. У Генрі залишився всього один шанс. У ті часи за законом неодружена жінка могла врятувати засудженого, взявши з ним шлюб.

## У ролях
| Актор              | Роль                      |
| ------------------ | ------------------------- |
| Джек Ніколсон      | Генрі Ллойд Мун           |
| Мері Стінберген    | Джулія Тейт Мун           |
| Крістофер Ллойд    | заступник Тоуфілд         |
| Джон Белуші        | заступник Гектор          |
| Вероніка Картрайт  | Ермайн                    |
| Річард Бредфорд    | шериф Ендрю Кайл          |
| Джеф Морріс        | Великий Ейб               |
| Денні ДеВіто       | Борів                     |
| Трейсі Волтер      | Куган                     |
| Джеральд Рейнольдс | Полті, менеджер залізниці |
| Ед Беглі молодший  | Вайті Габер               |
| Денніс Фімпл       | кат                       |